# エスプラネード・アベニュー

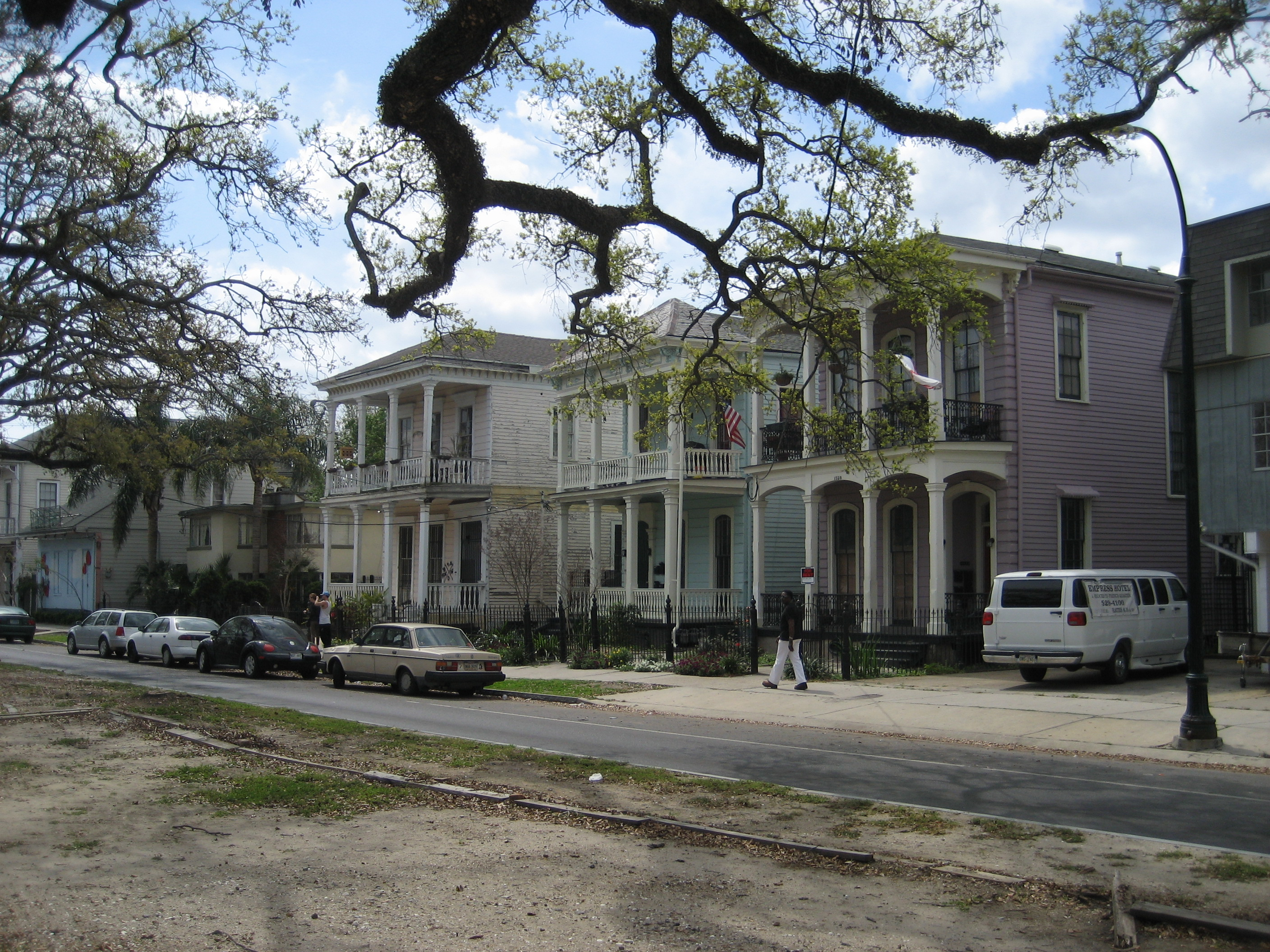
中央分離帯から見たエスプラネード沿いの住宅街

エスプラネード・アベニュー (Esplanade Avenue) は、米国ルイジアナ州ニューオーリンズの主要な通りのひとつである。
エスプラネード・アベニューは、ニューオーリンズ市内のミシシッピ川岸より北西方面に走り、バイユー・セント・ジョン (市内に残る湿地帯)を通過してキャロルトン・アベニューとの接点 (シティー・パークの入口) まで続いている。19世紀には、この通りはポンチャートレイン湖へ通じる湿地帯と、ミシシッピ川を結ぶ重要な運送ルートとして機能した。現在も19世紀当時の邸宅の数々を通り沿いに見ることができる。当時はこの地域にはクレオール系の富豪が多く住居を構えていた歴史があり、英国系住民が住んでいたアップタウンのセントチャールズ・アベニュー沿いの邸宅街に似た状況があった。
エスプラネード・アベニューは、ニューオーリンズのシックス・ワード (第6区) と セヴンス・ワード (第7区) を分ける境界線となっている。
ミシシッピ川からクレイボーン・アベニューまでの区間では、エスプラネード・アベニューは片道1車線ずつで、一段上がった中央分離帯 (ニュートラル・グラウンド) が設置されている。クレイボーン・アベニューからキャロルトン・アベニューまでは片道1車線だが、自転車専用レーンが設けられ、中央分離帯はやや小さくなっている。
ミシシッピ川からランパート・ストリートまでの区間においては、エスプラネード・アベニューはフレンチ・クオーターとフォーバーグ・マリニー地域を分ける境界線となっている。川に近いフレンチ・クオーター側には、旧アメリカ合衆国造幣局の建物がある。
フレンチ・クオーターの北側に位置するトレメ (あるいはフォーバーグ・トレメ) 地域を過ぎ、エスプラネード・アベニューはフォーバーグ・セントジョン (あるいはエスプラネード・リッジ) として知られる地域を通り抜ける。この地域には、ニューオーリンズ・ジャズ&ヘリテッジ・フェスティバルの会場としても有名なフェアグラウンズ競馬場がある。エドガー・ドガがニューオーリンズに住んでいた際の家があるのもこの地域である。
キャロルトン・アベニューとの接点を過ぎた地点にニューオーリンズ美術博物館の入口がある。